# 시인 할매
"시인 할매"(The Poem, My Old Mother)는 한국에서 제작된 이종은 감독의 2018년 다큐멘터리 영화이다. 김막동 등이 주연으로 출연하였다.

## 출연

### 주연
- 김막동
- 김점순
- 박점례
- 안기임
- 윤금순
- 양양금
- 최영자
- 김선자

### 조연
- 정태봉
- 박진숙
- 정판용
- 정송규
- 정용규
- 김상규
- 김수경

## 기타
- 구성: 박소희
- 프로듀서: 배영호
- 제작투자: 김동영
- 공동투자: 강명훈
- 공동투자: 박태영
- 공동투자: 서창빈
- 사운드: 정일민

## 같이 보기
- 2019년 대한민국의 영화 목록